# De onde Veje
De onde Veje er en dansk stumfilm fra 1909 produceret af Biorama. Filmens instruktør er ukendt.

## Handling
Denne artikel mangler et handlingsreferat. Hjælp os med at skrive det.

## Medvirkende
- Edith Buemann Psilander som Ruth